# Jean-Louis Brossard
Jean-Louis Brossard est une personnalité du monde de la culture né en 1953 à Bordeaux. Il co-fonde avec Béatrice Macé les Rencontres trans musicales à Rennes en juin 1979, qu'il dirige depuis.

## Biographie
Jean-Louis Brossard naît en 1953 à Bordeaux. Il grandit à Saint-Brieuc, où dès ses 5 ans, il prend des cours de violon et de basson, son père étant professeur de musique. Il déménage à Rennes pour y suivre des cours à l'Université Rennes 1 où il échoue en médecine, puis en psychologie à l'Université Rennes-II. Il entreprend avec Hervé Bordier (disquaire), et Béatrice Macé d'organiser un festival musical en juin 1979 pendant 2 jours, et réunissant une douzaine de groupes locaux. Il prend alors la direction artistique de ce qui devient les Rencontres trans musicales.

## Décoration
- Chevalier de la Légion d'honneur (14 juillet 2018)[4]